# Paddington (película)
Paddington es una película cómica británica dirigida por Paul King, escrita por el mismo King y Hamish McColl, y producida por David Heyman. La película está basada en el Oso Paddington de Michael Bond. Entre sus protagonistas destacan Hugh Bonneville, Sally Hawkins, Madeleine Harris, Samuel Joslin, Julie Walters, Jim Broadbent, Peter Capaldi, con Nicole Kidman y Ben Whishaw como la voz del personaje del oso. La película fue estrenada el 27 de noviembre de 2014 en Perú y algunos países latinoamericanos, el 28 de noviembre de 2014 en el Reino Unido, y el 16 de enero de 2015 en los Estados Unidos.

## Argumento
Paddington es un joven oso que vive junto con sus tíos en la selva del Perú, los cuales han inspirado en su sobrino el deseo por conocer Londres. Un fuerte terremoto devasta la selva, haciendo que su tío se quede atrapado y muera, mientras que Paddington y su tía Lucy entran en un refugio improvisado. Al día siguiente, al ver todos los destrozos, Lucy decide embarcarlo como polizón en un barco que se dirigía al Reino Unido. Una vez llegado a su destino, busca un hogar, no sin antes pasar muchas peripecias. Al verse perdido y solo en la estación de Paddington, comienza a darse cuenta de que la vida en Europa no es nada parecido a lo que él se había imaginado. Hasta que conoce a la curiosa familia Brown, quien le ofrece un refugio temporal.
Más adelante, entrará en escena una maligna taxidermista (Nicole Kidman) quien acosará e intentará atrapar a Paddington con el objetivo de disecarlo y convertirlo en parte de la colección de un museo natural.

## Reparto
- Ben Whishaw es la voz de Paddington.[4]
- Sally Hawkins como Mary Brown.
- Hugh Bonneville como Henry Brown.
- Madeleine Harris como Judy Brown.
- Samuel Joslin como Jonathan Brown.
- Nicole Kidman como Millicent.
- Julie Walters como la Señora Bird.
- Peter Capaldi como el Sr. Curry.
- Jim Broadbent como el Sr. Gruber.
- Imelda Staunton como la voz de la tía Lucy.
- Michael Gambon como la voz de tío Pastuzo.

## Producción
La película fue anunciada por primera vez en 2007, con David Heyman como productor y Hamish McColl quien escribió el guion. No se avanzó más en el desarrollo hasta 2013, cuando comenzó el rodaje y Heyman anunció el lanzamiento de Colin Firth como Paddington. El rodaje y la producción comenzó el 13 de septiembre de 2013. En junio de 2014, Firth dejó voluntariamente la película después que el estudio decidiera que su voz no era la adecuada para Paddington. Al mes siguiente se eligió a Ben Wishaw para interpretar ese papel en su lugar.
Paddington se ha creado usando una combinación de imágenes generadas por computadora y animatrónica. Nick Urata compuso la banda sonora de la película. Con un presupuesto estimado de $ 50 millones, Paddington es la película más cara producida por StudioCanal.
El tema principal del lanzamiento japonés es «Happiness» de AI.